# Matériel articulé
Pour les articles homonymes, voir MA.
Cet article traite d'une série précise de rames utilisant la technologie du train articulé. Pour le concept général, voir rame articulée.
Vous lisez un « bon article » labellisé en 2020.
Le matériel articulé ou MA est un ancien matériel roulant sur fer du métro de Paris, mis en service en 1952 et totalement réformé en 1994. Il a circulé successivement sur les lignes 13 et 10.
Sa mise en service sur la ligne 13, en 1952, intervient dans un contexte de restrictions budgétaires consécutives à la fin de la Seconde Guerre mondiale. La toute jeune Régie autonome des transports parisiens (RATP) mise alors sur ce nouveau matériel futuriste pour améliorer l'image d'un métro perçu comme vétuste et dépassé, en plein essor de l'automobile. L'avancée technique par rapport au matériel Sprague-Thomson est réelle, notamment en ce qui concerne l'aspect visuel et le confort.
Le MA fonctionne sur le principe de rames modulables, composées d'éléments indépendants pouvant être couplés par deux ou trois selon les heures et l'affluence. Chaque élément, formé de trois voitures, est conçu selon le système du train articulé : deux des quatre bogies sont moteurs et situés entre les caisses, ce qui permet de réduire le poids total de la rame.
Toutefois ce matériel se révèle finalement être un semi-échec devant les inconvénients posés par l'usage de rames modulables. La RATP abandonne alors cette technologie et décide de concentrer ses efforts sur le métro sur pneumatiques. Après une importante rénovation, il est muté entre 1975 et 1976 sur la ligne 10, où il circule jusqu'à sa réforme, en 1994.

## Historique

### Conception
Le matériel articulé est issu des réflexions menées par la CMP juste avant la Seconde Guerre mondiale. Le matériel Sprague-Thomson est alors jugé périmé et trop lourd. Sa conception n'a pas évolué depuis 1906 à l'exception de la longueur des caisses et de la motorisation. La compagnie envisage la construction d'un matériel plus léger et équipé du système Jeumont-Heidmann, utilisé sur les automotrices Z de la ligne de Sceaux depuis 1938. La CMP avait déjà testé le système en 1930 sur une petite série de motrices Sprague-Thomson, mais n'avait pas donné suite pour des raisons d'homogénéité du parc. Autre exigence technique, le freinage des rames doit être amélioré,,,.
Dans le même temps, la compagnie envisage de faire circuler des trains de longueur modulable, permettant l'accroissement des fréquences aux heures creuses et l'augmentation de la capacité des rames aux heures de pointe. Les lignes équipées de stations de 75 m de long doivent accueillir au maximum des trains de deux éléments et celles de 105 m des trains de trois éléments, une fois les quais portés à cette dimension. Cependant l'allongement des stations à 105 m, commencé en 1931, ne sera jamais poursuivi,,,.
À la Libération, les études sont reprises par l'administration provisoire qui assure la succession de la CMP, puis, à partir de 1949, par la nouvelle RATP. Devant procéder à la modernisation du métro malgré des moyens limités, celle-ci décide de donner la priorité au matériel roulant. Aucun train n'a en effet été construit depuis 1936 alors que le trafic a connu une croissance fulgurante pendant l'Occupation, passant de 760 millions de passagers en 1938 à près de 1,5 milliard en 1946. Le service des nouvelles extensions des lignes 5, 7 et 8 est assuré tant bien que mal avec le matériel existant. Le prolongement imminent de la ligne 13 de Porte de Saint-Ouen à Carrefour Pleyel rend donc indispensable la mise en service d'un nouveau matériel roulant,,,,.
La nécessité de pouvoir diviser les rames en deux éléments de même longueur impose un nombre pair de caisses, et condamne par conséquent la composition habituelle de cinq voitures par rame. On envisage d'abord des éléments composés de deux voitures de 18 m mais une telle solution s'avère inadaptée aux stations en courbe, à moins de profiler les voitures de façon excessive. On opte alors pour des éléments à trois caisses, avec une caisse centrale plus courte,,,.
La multiplication du nombre de voitures et donc de bogies présente toutefois l'inconvénient majeur d'alourdir fortement la rame, alors que la tendance est au contraire à l'allègement du matériel ferroviaire. On remédie à ce problème en adoptant le principe de la rame articulée, solution fréquemment promue après-guerre : les éléments ne possèdent que quatre bogies dont deux sont situés sous les motrices et deux sont disposés entre les caisses. Le poids d'un ensemble de deux éléments est ainsi réduit à 110 tonnes contre 140 tonnes pour une rame Sprague-Thomson de même longueur, avec des capacités équivalentes. Enfin, le découplement des éléments est facilité par l'usage d'attelages de type Scharfenberg, contrôlés directement depuis la loge de conduite grâce à un bouton,,,,.

### Livraison et service sur la ligne 13

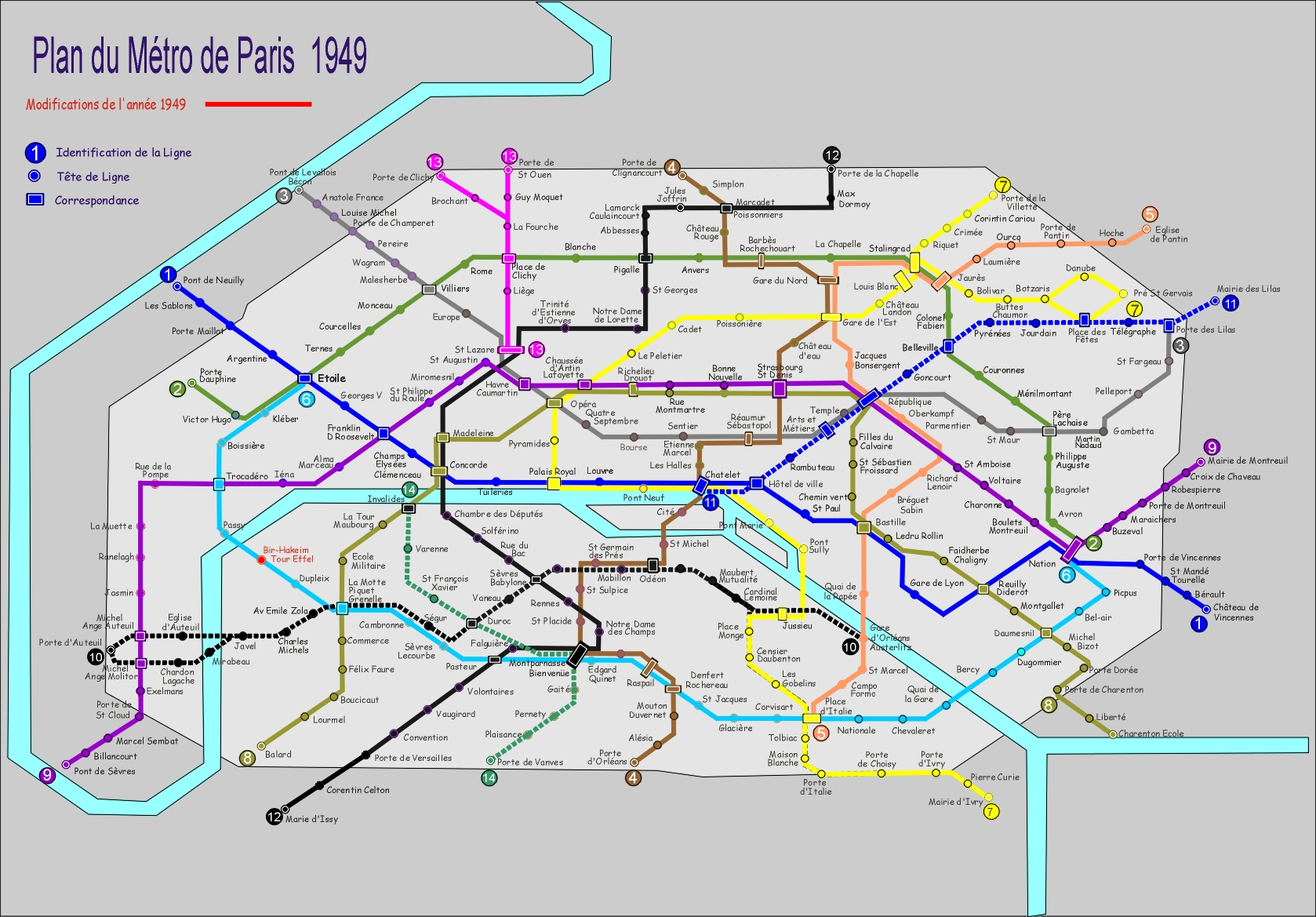
Plan du métro en 1949. La ligne 13 figure en rose.

Il est décidé d'affecter le MA sur la courte ligne 13, ligne en fourche dont les branches souffraient d'une fréquence insuffisante aux heures creuses. En outre, le nouveau terminus de Carrefour Pleyel alors en construction est adapté au MA. Le découplement doit permettre de réduire l'intervalle entre deux trains sur chaque branche.
La commande du matériel est décidée tardivement, le 11 décembre 1948, par la RATP créée au mois de mars de la même année. Celle-ci porte sur 40 éléments soit 20 rames, qui sont construites à Creil par les établissements Brissonneau et Lotz. Les bogies et les équipements électriques sont quant à eux respectivement confiés à Alsthom et aux ateliers de Jeumont. Le premier élément E.001 est livré aux ateliers de Vaugirard, sur la ligne 12, le 6 septembre 1951. Le 12 novembre, à la station Porte des Lilas de la voie navette, la première rame de deux éléments est présentée à la presse aux côtés du MP 51, premier prototype de rame sur pneumatiques. Des essais en ligne sont réalisés sur la ligne 12,,,,,.
Le MA arrive sur la ligne 13 le 24 février 1952. Son premier service, à 15 h 30 au départ de Porte de Saint-Ouen, est largement médiatisé. Les nouveaux aménagements, notamment la livrée bleue, les sièges en cuir et l'éclairage fluorescent, sont immédiatement salués et conquièrent les passagers. Au mois de juin, la livraison d'une quatrième rame permet de mettre en service, le 30 juin 1952, le prolongement de Porte de Saint-Ouen à Carrefour Pleyel. Celui-ci était achevé depuis 1950 mais avait été repoussé de deux ans faute de matériel suffisant pour assurer le service. Le départ des derniers trains Sprague-Thomson en juin 1953 permet le découplement des rames MA, qui est appliqué à partir du 1er août. Les trains circulent avec deux éléments aux heures de pointe et avec un seul élément après 20 h et le dimanche matin. Cette exploitation permet de réduire les fréquences de cinq à quatre minutes sur le tronc commun et de dix à huit minutes sur les branches,,,,.

### Un bilan mitigé

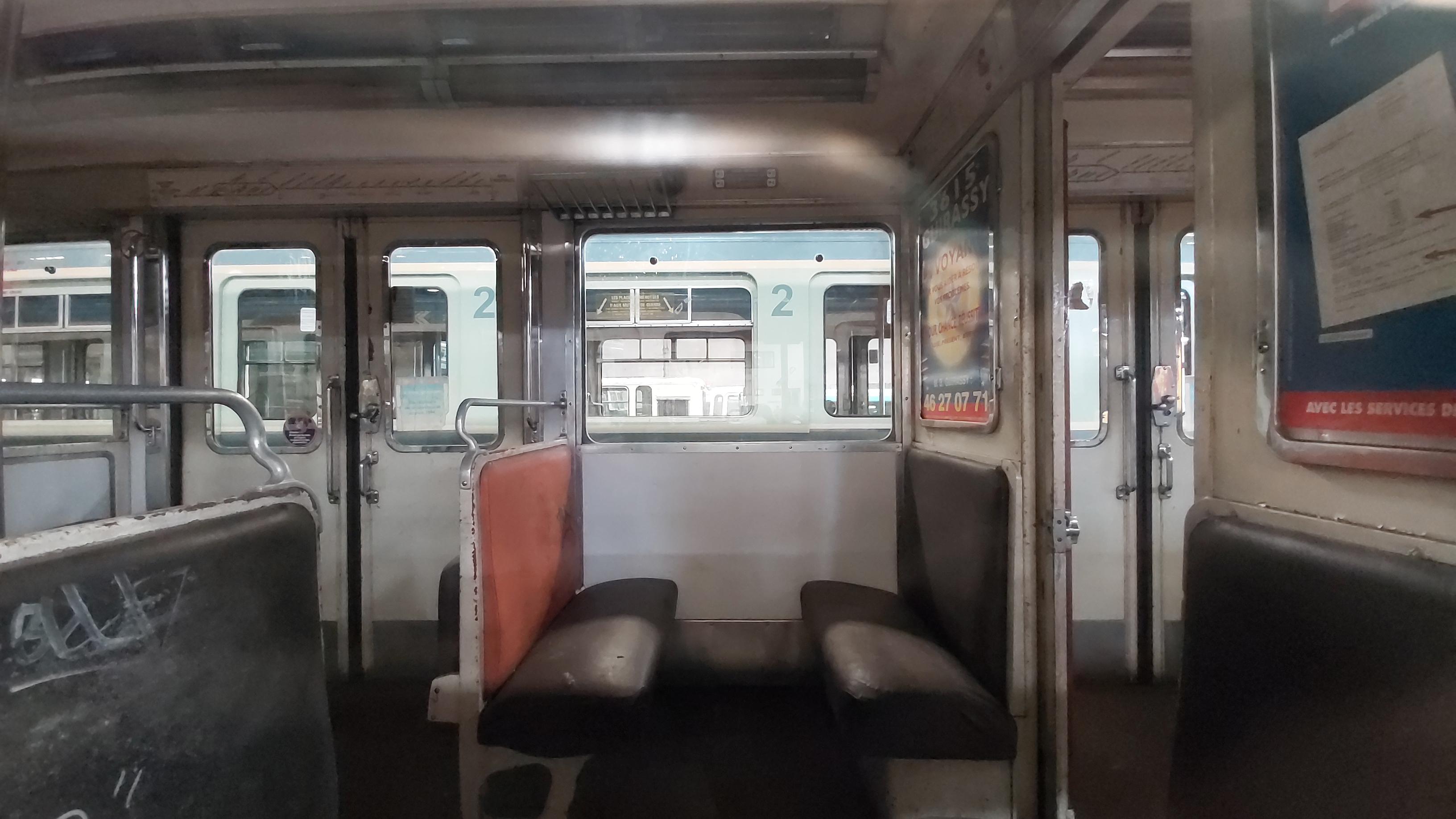
Intérieur d'une voiture.

Les progrès par rapport aux Sprague-Thomson sont flagrants : la suspension a été améliorée de façon à assurer un meilleur confort et les performances se révèlent nettement supérieures avec des accélérations en charge de 0,70 m/s2 ainsi que des décélérations supérieures à 1 m/s2. Chaque porte offre une ouverture d'une largeur de 1,20 m contre 1 m pour l'ancien matériel, ce qui permet théoriquement le passage de deux voyageurs de front. Le choix d'un matériel articulé a permis de réduire considérablement le poids total des trains,.
Le matériel articulé s'avère cependant vite aussi bruyant que le matériel Sprague-Thomson. Son freinage modérable uniquement pneumatique, jugé agréable en 1952, est considéré comme dépassé dès les années 1960. Des études complémentaires viennent démontrer que la circulation de trains modulables n'est finalement pas souhaitable sur des lignes à fort trafic. Il présente en outre l'inconvénient d'être difficilement manœuvrable lors des opérations de maintenance. La RATP se désintéresse alors du matériel articulé et fait porter ses efforts de recherche sur les rames sur pneumatiques, dont le prototype MP 51 vient d'être mis en service,,.
Le découplement est finalement abandonné en 1972 en raison de problèmes récurrents de connexions électriques sur les attelages Scharfenberg. En outre, le nombre trop faible de rames MA oblige la RATP à inclure des Sprague-Thomson puis des MF 67 dans le roulement pour assurer une capacité suffisante de la ligne aux heures de pointe. Le matériel articulé suit les prolongements de la ligne 13, jusqu'alors limitée au sud à Saint-Lazare, à Miromesnil puis à Champs-Élysées - Clemenceau. Mais dans le cadre du projet de fusion de la ligne 13 avec l'ancienne ligne 14 qui vise à créer une nouvelle transversale à fort débit, le MA n'apparaît plus adapté aux besoins car trop particulier et peu fiable, si bien qu'il est décidé de le retirer de cette ligne,,.

### Rénovation et mutation sur la ligne 10
Au début des années 1970, le réseau compte encore de nombreuses rames Sprague-Thomson datant d'avant la guerre. Il n'apparaît donc pas comme prioritaire de réformer le matériel articulé. La RATP décide en conséquence de le moderniser et de l'affecter à la ligne 10, ligne courte et au trafic plutôt faible.

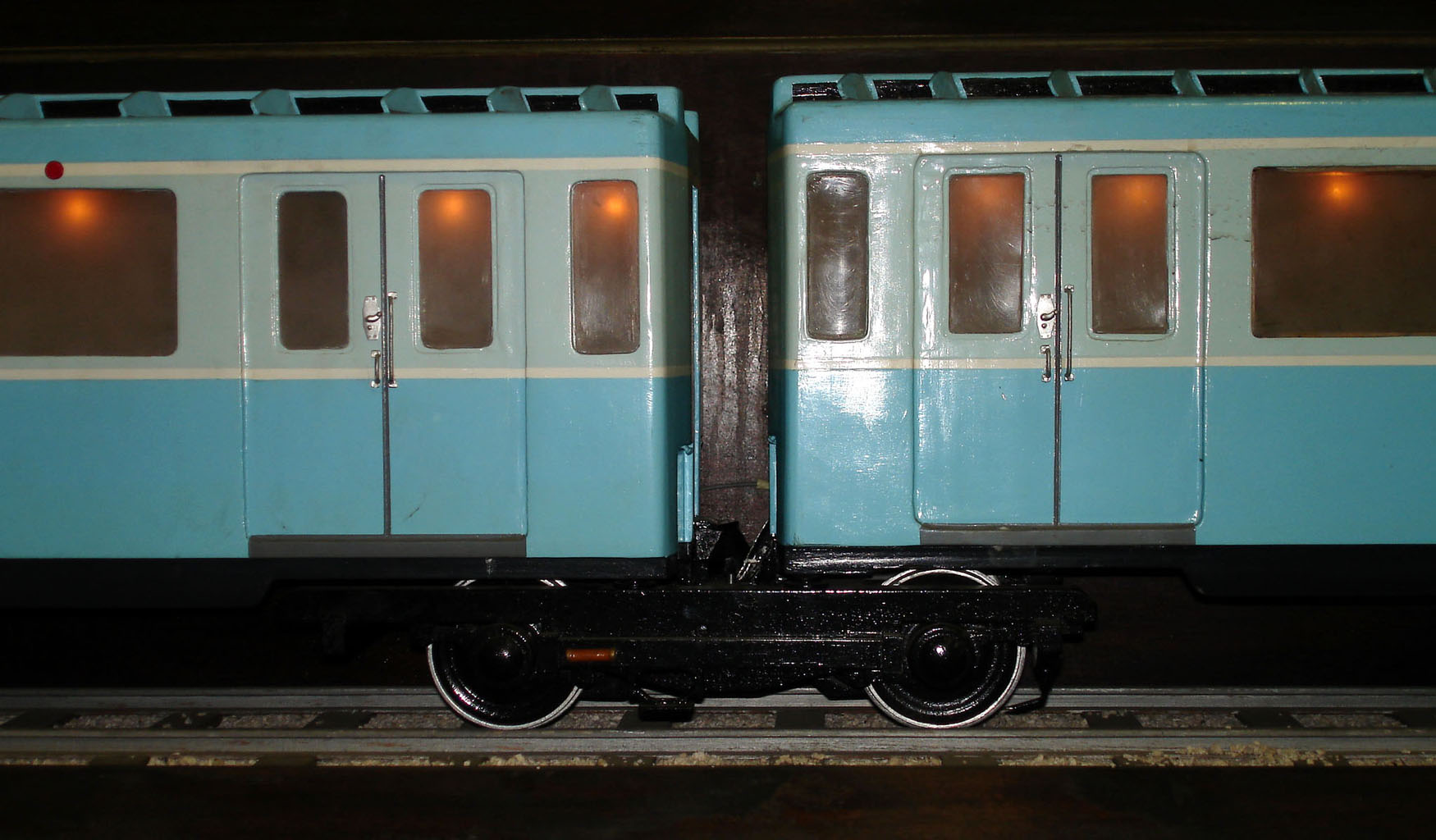
Maquette du MA au musée des transports urbains, interurbains et ruraux. On distingue le bogie situé à cheval entre les deux caisses.

Le MA est retiré du service en 1974 afin de connaître une profonde rénovation, effectuée aux ateliers de Vaugirard au rythme d'une rame par mois. Sur le plan technique, le découplement est définitivement supprimé pour créer des rames de six voitures formées de deux éléments indissociables, tandis que les équipements électriques et pneumatiques sont transformés pour fiabiliser le matériel. Les rames reçoivent une nouvelle livrée extérieure et l'espace voyageurs est entièrement revu pour améliorer le confort. La voiture de 1re classe est placée dans une caisse longue au milieu de la rame. Les loges de conduite situées au milieu de la rame sont transformées en compartiment voyageurs . Enfin, du point de vue de l'exploitation, les loges de conduite sont adaptées à la suppression du chef de train : installation d'un bouton pour le contrôle des portes, d'un dispositif de veille permettant l'arrêt d'urgence en cas de défaillance du conducteur et d'un système d'alarme relié au poste de commande centralisé (PCC). En revanche les rames ne sont pas équipées du pilotage automatique. La mise en service sur la ligne 10 s'échelonne d'avril 1975 à juin 1976,,.
Dépourvu du pilotage automatique et doté d'un frein Westinghouse commandé par un distributeur Jourdain-Monneret (JMR) au maniement délicat sur du matériel fer en raison du risque d'enrayage, le matériel articulé devient un passage obligé pour la formation des nouveaux conducteurs du métro.

### Réforme, succession et conservation
Le Xe plan de la RATP prévoyait initialement la disparition du MA entre 1984 et 1988. La réforme commence finalement en 1988 avec l'arrivée progressive sur la ligne 10 des MF 67 E provenant de la ligne 7 bis qui est, elle, totalement équipée par les nouveaux MF 88. La dernière circulation a lieu le 15 juin 1994 avec les éléments E.023 et E.034, la RATP et l'ADEMAS organisant des événements à cette occasion,.
Le MA reste une exception dans l'histoire du métro parisien, car les concepts du train articulé et de la rame modulable n'ont, finalement, jamais été généralisés. Il ne possède de ce fait aucun successeur direct. L'expérience acquise avec les attelages Scharfenberg a toutefois été mise à profit lors de la conception des attelages automatiques des rames du RER,.
La RATP conserve l'élément E.010 dans ses réserves historiques situées à Villeneuve-Saint-Georges. L'ADEMAS conserve quant à elle l'élément E.023, remis en état de marche et complété grâce à des pièces détachées provenant de l'élément E.034.

## Parc
Les rames étaient numérotées E.001 à E.040 et composées de trois caisses : les caisses avec poste de conduites désignées par la lettre D et la caisse centrale désignée par la lettre C, donnant son numéro à la rame.
Par exemple, la rame E.008 compte les voitures d'extrémité D.15 et D.16 et la caisse centrale C.08,,. La caisse centrale C accueillant sur une moitié la 1re classe, le reste et les voitures D accueillant la 2de classe.

## Description

### Aspects généraux
Chaque élément a une longueur de 36,62 m, ce qui porte la longueur d'une rame complète à 73,20 m pour un poids à vide de 110 t. La capacité de deux éléments accouplés est de 737 passagers à pleine charge. Un élément comporte trois caisses reposant sur quatre bogies dotés de deux moteurs et espacés de 10 m. Seuls les deux bogies intermédiaires, sur lesquels repose la caisse centrale, sont moteurs, tandis que les bogies situés aux extrémités sont uniquement porteurs. Les caisses extrêmes ont une longueur de 13,3 m tandis que la caisse médiane ne mesure que 10 m. Chaque face d'un élément comporte onze portes à vantaux d'une ouverture de 1,20 m chacune, à raison de quatre portes pour les caisses extrêmes et trois pour la caisse médiane. L'élément est équipé à chaque extrémité d'un attelage automatique Scharfenberg,,,,.
Les caisses, conçues pour être insonorisées, ont une architecture en « caisse-poutre » où l'ensemble est soutenu par le plancher, les faces verticales et le pavillon. Un acier doté d'une limite élastique de 40 kg/mm2 est choisi comme matériau principal pour assurer la légèreté de l'ensemble tout en autorisant l'usage de la soudure électrique lors de la construction.

### Livrée et aménagement intérieur

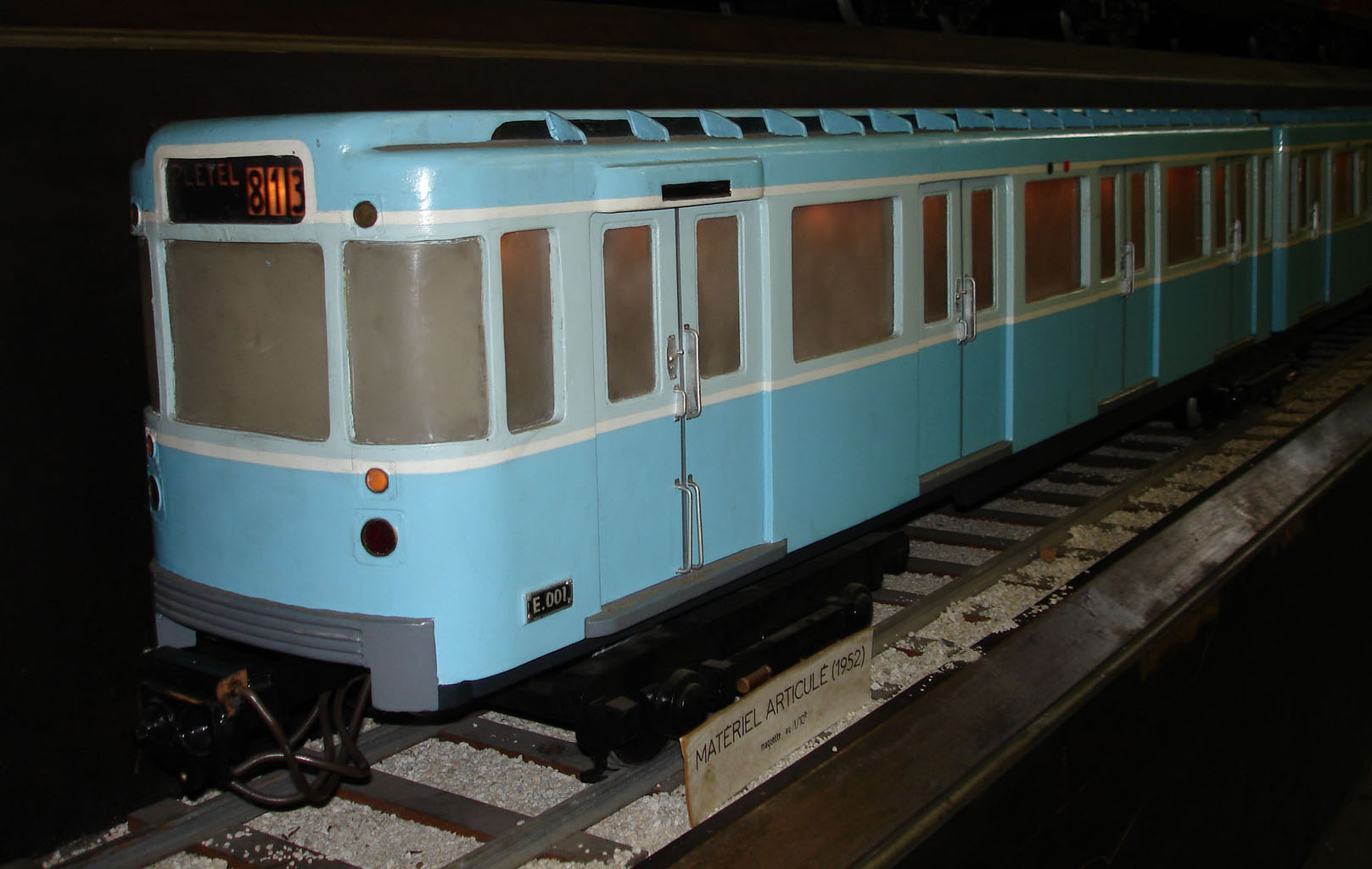
Face avant d'un élément, dans sa livrée d'origine.

Le MA possède une face arrondie caractéristique qui est l'œuvre du designer ferroviaire Paul Arzens. Initialement, il reçoit une livrée bleu clair rehaussée de deux bandes jaunes. Celle-ci concerne l'ensemble des caisses car le matériel a été conçu sous le régime de la classe unique, instauré après la Libération. Cependant, la 1re classe ayant été rétablie entre-temps, on aménage en 1952 un compartiment dédié qui occupe les 3⁄4 de la caisse centrale. Pour la rendre identifiable par les voyageurs, la RATP lui attribue d'abord la couleur rouge en vigueur sur les Sprague-Thomson, mais opte finalement pour un jaune pâle avec des bandes gris bleu, les couleurs étant simplement inversées par rapport à la 2e classe,,.
L'aménagement intérieur des caisses reprend dans ses principes généraux celui des Sprague-Thomson. Cependant la RATP entreprend d'améliorer le confort pour les usagers. Tous les sièges sont rembourrés et revêtus de moleskine, quelle que soit la classe. Les tons majoritairement utilisés sont le gris et le jaune. Le sol est quant à lui fait de ciment magnésien rose. Une ventilation est assurée grâce à des lanterneaux situés dans le toit. L'éclairage connaît une grande amélioration avec l'usage de tubes fluorescents alimentés sous 600 V,,.
Lors de la rénovation, la livrée extérieure d'origine laisse sa place à un bleu roi identique à celui du MP 73. La 1re classe n'est plus signalée que par un bandeau jaune vif. L'éclairage fluorescent est remplacé par un modèle semblable à celui du MF 67 A et, à l'intérieur, la teinte blanche utilisée est celle du MP 73 et des nouveaux MF 67 E et F. Le parquet en ciment, trop sonore, laisse sa place à un revêtement plastique. Les tôles sont remplacées par du stratifié blanc et le moleskine des banquettes par du skaï, orange en 2e classe et vert pomme en 1re classe,.
La loge de conduite du matériel articulé offre une très bonne visibilité et les appareils sous tension ont été remplacés par des boutons de télécommande. Pour la première fois, elle est conçue pour accueillir non seulement le conducteur mais aussi le chef de train qui est séparé des voyageurs. Sa conception est unique en son genre : la cabine est mixte, pouvant accueillir des voyageurs lorsqu'elle ne sert pas à la conduite. Une grande porte escamotable donne accès aux commandes : le conducteur prend place sur un strapontin fixé à la porte du côté du tableau de bord. En position fermée, la porte cache le tableau de bord et la loge devient un espace supplémentaire pour les voyageurs. Dans les années 1980, la porte escamotable qui cache le pupitre de conduite est déposée dans les cabines continuant à être occupées par le service de conduite, ce qui crée la plus grande loge de conduite parmi tous les matériels du réseau de la RATP,.

### Motorisation et freinage
Chaque élément est doté de quatre moteurs Jeumont autoventilés TC 84. Pour une tension de 700 V, leur puissance continue atteint 1025tr/min[réf. nécessaire]. Ils sont suspendus aux deux bogies médians par l'intermédiaire de joints en caoutchouc. L'équipement électrique est de type Jeumont-Heidmann, séparé en deux groupes indépendants situés aux deux extrémités de la rame et prenant en charge chacun deux moteurs. Cette disposition permet de maintenir la marche du train avec la moitié des moteurs en cas de défaillance sur l'un des deux groupes. Le démarrage est rendu automatique grâce à un appareil mesurant le degré d'enfoncement de la traverse danseuse et agissant en fonction de celui-ci sur l'intensité. Ce circuit de commande est alimenté par des batteries sous 72 V,.
Le système de freinage est de type Westinghouse. Un compresseur, situé sous la caisse centrale, permet d'envoyer de l'air comprimé dans les circuits et atteint le débit de 1 000 l/min. Pour limiter le risque d'enrayage des roues lié à une pression d'air trop élevée dans le cylindre à frein, un tube à mercure permet de purger en partie le cylindre lors de la décélération en agissant sur une électrovalve. Il en résulte un freinage progressif, agréable pour les voyageurs,.